# XL (linguagem de programação)
XL é uma linguagem de programação extensível de propósito geral. O seu nome, aliás, é uma abreviatura de eXtensible Language.
A palavra-chave é mesmo extensível: XL pode ser incrementada mediante bibliotecas e plug-ins para o compilador. Isto torna XL uma boa ferramenta para a programação baseada em conceitos. 
XL toma emprestadas idéias de um bom número linguagens: Ada, Basic, C, C + +, C #, Eiffel, Erlang, Java, Intercal, Lisp, Pascal, Perl, Prolog, Python são algumas das línguas que foram consideradas durante a sua concepção. Como resultado, acredita-se que XL seja hoje, pura e simplesmente, a melhor linguagem de programação você pode sonhar hoje. Isso se o compilador for concluído!